# Thorngumbald
Thorngumbald – wieś w Anglii, w hrabstwie East Riding of Yorkshire. Leży 11 km na wschód od miasta Hull i 246 km na północ od Londynu. W 2001 miejscowość liczyła 3106 mieszkańców.